# Sebeciv, Sokal
Sebeciv (în ucraineană Себечів) este un sat în comuna Murovanne din raionul Sokal, regiunea Liov, Ucraina.

## Demografie
Componența lingvistică a localității Sebeciv
     Ucraineană (99,74%)
     Alte limbi (0,26%)
Conform recensământului din 2001, majoritatea populației localității Sebeciv era vorbitoare de ucraineană (99,74%), existând în minoritate și vorbitori de alte limbi.